# Ларин, Виктор Михайлович
Ви́ктор Миха́йлович Ла́рин (1931 — 30 января 2015, Саратов) — советский и российский экономист, доктор экономических наук, профессор, заслуженный деятель науки Российской Федерации (1996),  действительный член Академии проблем качества. 

## Биография
В 1953 г. с отличием окончил Саратовский экономический институт, затем — аспирантуру там же. Преподавал в этом же институте, с 1989 г. — заведующий кафедрой «Хозяйственного механизма и эффективности производства», проректор по научной работе (1973—2002).

## Научная деятельность
В 1960 г. защитил кандидатскую, в 1981 — докторскую диссертацию (в Ленинградском финансово-экономическом институте).
Возглавлял диссертационный совет по присуждению учёной степени доктора экономических наук (с 1990 г.)

### Избранные труды
Источник — электронные каталоги РНБ
- Динес В. А., Ларин В. М., Шувалов С. А., Жданов С. А. Развитие корпораций в экономике России. — Саратов : СГСЭУ, 2005. — 318 с.
- Кожухов В. И., Ларин В. М., Немцев А. Д. Конкурентоспособность предприятия и резервы её повышения. — Тольятти : Изд-во Волжского ун-та, 2009. — 190 с.
- Ларин В. М. Исследование проблем экономики и организации качеством продукции : Автореф. дис. … д-ра экон. наук. — Л., 1982. — 37 с.
- Ларин В. М. Проблемы управления качеством продукции / Под науч. ред. Б. Л. Бенцмана. — Саратов : Изд-во Сарат. ун-та, 1981. — 267 с.
- Ларин В. М. Прогрессивные методы обработки металлов давлением и резервы снижения себестоимости продукции : Автореферат дис. … канд. экон. наук. — Саратов, 1960. — 20 с.
- Ларин В. М., Горемыкин В. П., Кунявский М. Е. Резервы машиностроительного комплекса РСФСР / Под ред. В. М. Ларина. — Саратов : Изд-во Сарат. ун-та, 1990. — 120 с.
- Ларин В. М., Мосин В. Н., Молодцова Р. Г. Научно-технический прогресс и его резервы в машиностроении / Под ред. В. М. Ларина. — Саратов : Изд-во Сарат. ун-та, 1991. — 130 с.
- Ларин В. М., Русинов Ф. М., Петросян Д. С. Кадровые проблемы современного менеджмента / Под ред. И. М. Германа. — Саратов : Изд. центр Сарат. гос. экон. акад., 1996. — 165 с.

## Награды и признание
- орден «Знак Почёта»
- медаль «За доблестный труд в Великой Отечественной войне 1941—1945 гг.»
- заслуженный деятель науки Российской Федерации (1996)
- Почётный знак Губернатора Саратовской области «За любовь к родной земле».